# 佩斯克諫義里
佩斯克諫義里足球協會（Persatuan Sepakbola Indonesia Kediri，簡稱Persik Kediri）是一支位於印尼東爪哇省諫義里的職業足球俱樂部。目前參加印尼甲級聯賽。該俱樂部成立於1950年，主場位於諫義里市的普拉维加亚体育场。
佩斯克諫義里於2003年開始參加印尼甲級聯賽，球隊的綽號為「白虎」，擁有自豪的座右銘「Djajati」或「Panjalu Jayati」，意為「諫義里必勝」，取自漢唐銘文。這一座右銘源自於谏义里国在著名國王賈亞巴亞（Jayabaya）統治時期，戰勝鄰國重迦罗的歷史勝利。這段歷史為球隊注入激情與希望，激勵他們在每場比賽中全力爭勝。佩斯克諫義里的球衣以紫色為代表，象徵著尊貴與榮耀。

## 荣誉

### 聯賽
- 印尼甲組聯賽冠軍：2 次
  - 2003, 2006
- 印尼足球甲级联赛：2 次
  - 2002, 2019
- 印尼足球乙级联赛：2 次
  - 2000, 2018

## 支持者
佩西克的球迷称呼自己为「佩西克迷」(Persikmania)。